# Paralelo 43 norte
El paralelo 43 norte es un paralelo que se encuentra a 43 grados al norte del ecuador terrestre. Atraviesa Europa, el mar Mediterráneo, Asia, el Océano Pacífico, América del Norte y el Océano Atlántico.

La frontera entre Dakota del Sur y Nebraska

El 21 de junio, el Sol promedia en esta latitud, con una variación insignificante, su máximo local, 70,83 grados en el cielo.
En esta latitud también el sol es visible durante 15 horas, 22 minutos en el solsticio de verano y durante 9 horas, 0 minutos en el solsticio de invierno.

## Alrededor del mundo
Partiendo del meridiano cero y en dirección este, el paralelo 43° norte pasa por:
| Coordenadas                        | País, territorio o mar | Notas |
| ---------------------------------- | ---------------------- | --- |
| 43°0′N 0°0′E / 43.000, 0.000       | Francia                | |
| 43°0′N 3°2′E / 43.000, 3.033       | Mar Mediterráneo       | Golfo de León |
| 43°0′N 6°10′E / 43.000, 6.167      | Francia                | Islas de Hyères |
| 43°0′N 6°14′E / 43.000, 6.233      | Mar Mediterráneo       | |
| 43°0′N 9°20′E / 43.000, 9.333      | Francia                | Isla de Córcega |
| 43°0′N 9°27′E / 43.000, 9.450      | Mar Mediterráneo       | Pasa justo al sur de la isla de Capraia, Italia |
| 43°0′N 10°30′E / 43.000, 10.500    | Italia                 | Gallina Grottammare |
| 43°0′N 13°52′E / 43.000, 13.867    | Mar Adriático          | Pasa justo al sur de la isla de Vis, Croacia · Pasa justo al norte de la isla de Korčula, Croacia |
| 43°0′N 17°2′E / 43.000, 17.033     | Croacia                | |
| 43°0′N 17°40′E / 43.000, 17.667    | Bosnia y Herzegovina   | |
| 43°0′N 18°28′E / 43.000, 18.467    | Montenegro             | |
| 43°0′N 20°6′E / 43.000, 20.100     | Serbia                 | |
| 43°0′N 20°34′E / 43.000, 20.567    | o Serbia               | Kosovo está parcialmente reconocida como estado. Hay naciones que consideran su territorio como parte de Serbia. |
| 43°0′N 21°14′E / 43.000, 21.233    | Serbia                 | Atraviesa Leskovac |
| 43°0′N 22°49′E / 43.000, 22.817    | Bulgaria               | |
| 43°0′N 27°54′E / 43.000, 27.900    | Black Sea              | |
| 43°0′N 40°56′E / 43.000, 40.933    | or Georgia             | Abjasia está parcialmente reconocida como estado. Hay naciones que consideran su territorio como parte de Georgia. Atraviesa Sujumi. |
| 43°0′N 41°54′E / 43.000, 41.900    | Georgia                | |
| 43°0′N 43°5′E / 43.000, 43.083     | Rusia                  | Atraviesa Vladikavkaz y Makhachkala |
| 43°0′N 47°28′E / 43.000, 47.467    | Caspian Sea            | |
| 43°0′N 51°46′E / 43.000, 51.767    | Kazajistán             | |
| 43°0′N 56°0′E / 43.000, 56.000     | Uzbekistán             | |
| 43°0′N 65°46′E / 43.000, 65.767    | Kazajistán             | pasa justo al norte de Taraz |
| 43°0′N 73°33′E / 43.000, 73.550    | Kirguistán             | pasa justo al norte de Bishkek |
| 43°0′N 74°43′E / 43.000, 74.717    | Kazajistán             | |
| 43°0′N 80°23′E / 43.000, 80.383    | China                  | Xinjiang |
| 43°0′N 96°10′E / 43.000, 96.167    | Mongolia               | |
| 43°0′N 110°40′E / 43.000, 110.667  | China                  | Mongolia Interior Liaoning Jilin (durante cerca de 26 km) Liaoning (durante cerca de 14 km) Jilin |
| 43°0′N 129°53′E / 43.000, 129.883  | Corea del Norte        | durante cerca de 5 km (condado de Onsong) |
| 43°0′N 129°57′E / 43.000, 129.950  | China                  | Jilin |
| 43°0′N 131°6′E / 43.000, 131.100   | Rusia                  | Primorsky Krai — pasa justo al sur de Vladivostok |
| 43°0′N 131°34′E / 43.000, 131.567  | Mar del Japón          | Bahía de Amur |
| 43°0′N 131°47′E / 43.000, 131.783  | Rusia                  | Isla de Ruski |
| 43°0′N 131°56′E / 43.000, 131.933  | Mar del Japón          | Bahía de Ussuri |
| 43°0′N 132°19′E / 43.000, 132.317  | Rusia                  | |
| 43°0′N 134°7′E / 43.000, 134.117   | Mar del Japón          | |
| 43°0′N 140°31′E / 43.000, 140.517  | Japón                  | Isla de Hokkaidō — pasa justo al sur de Sapporo |
| 43°0′N 145°1′E / 43.000, 145.017   | Océano Pacífico        | |
| 43°0′N 124°28′O / 43.000, -124.467 | Estados Unidos         | Oregón - pasa justo al norte de Lago del Cráter Idaho Wyoming Límite de Dakota del Sur / Nebraska Dakota del Sur Iowa Wisconsin — atraviesa Milwaukee El paralelo 43° norte traza la mayor parte del límite entre el Estado de Nebraska y el Estado de Dakota del Sur. El paralelo forma el límite septentrional del histórico y extralegal Territorio de Jefferson. |
| 43°0′N 87°53′O / 43.000, -87.883   | Lago Míchigan          | |
| 43°0′N 86°13′O / 43.000, -86.217   | Estados Unidos         | Michigan - Atraviesa Grand Rapids and Flint |
| 43°0′N 82°25′O / 43.000, -82.417   | Canadá                 | Ontario — atraviesa las ciudades de Sarnia, London, y Welland |
| 43°0′N 79°1′O / 43.000, -79.017    | Estados Unidos         | New York - Atraviesa la University at Buffalo y Syracuse Vermont New Hampshire - atraviesa Manchester |
| 43°0′N 70°45′O / 43.000, -70.750   | Océano Atlántico       | |
| 43°0′N 9°15′O / 43.000, -9.250     | España                 | Cee (provincia de La Coruña), Galicia atraviesa Lugo, Galicia Reinosa, Cantabria |
| 43°0′N 1°4′O / 43.000, -1.067      | Francia                | |